# Fixe Idee
Eine fixe Idee (lateinisch idea fixa ‚unveränderliche Idee‘), auch überwertige Idee genannt, ist ein Symptom aus dem Bereich der klinischen Psychologie und der Psychiatrie. Als „geflügeltes Wort“ ist der Ausdruck darüber hinaus Bestandteil der (gehobenen) Umgangssprache.
Das Deutsche Wörterbuch definiert fixe Idee als „eine Vorstellung, die die Seele unaufhörlich und alle andere Vorstellungen beherrschend, einnimmt“.

## Begriffsgeschichte
Der deutsche Begriff erscheint in der zweiten Hälfte des 18. Jahrhunderts z. B. bei Jean Paul,
Novalis (1798/99) und Johann Adam Bergk (1799; die Vermutung des 1998er Büchmann zum Ursprung des Ausdrucks ist falsch).
Google-Buchsuchen fördern zusammen etwa 50 Titel aus dem letzten Viertel des 18. Jahrhunderts zu Tage (Stand 2020),
darunter
Johann Christoph Adelungs Geschichte der menschlichen Narrheit,
Werke der Theologen Jakob Danzer, Johann Jahn
und Samuel Friedrich Nathanael Morus,
vermischte Schriften des Philosophen Christian August Clodius
sowie
ein Philosophielehrbuch Karl Heinrich Ludwig Pölitz’ mit psychologisch-psychiatrischen Inhalten.
Weiter finden sich Besprechungen in Rezensionszeitschriften wie der Allgemeinen Literatur-Zeitung (teils zu psychologisch-psychiatrischen Themen).

## Psychiatrie
Überwertige Ideen sind eine gravierende Denkstörung, die Wahngedanken ähnelt, jedoch nicht so ausgeprägt ich-synton und unveränderbar (gewiss) ist wie diese. Häufig gehen überwertige Ideen mit anderen Denkstörungen einher (z. B. Perseveration) und können schwere Störungen der sozialen Beziehungen zur Folge haben. Laut einigen Autoren handelt es sich um eine falsche Vorstellung, die keiner Berichtigung zugänglich ist und die Folge einer Monomanie ist. Für Friedrich Wilhelm Hagen junior (1814–1888) allerdings ist der Begriff der fixen Idee nicht unbedingt daran gebunden, dass die Vorstellung sachlich falsch ist. Dies ist eher die wichtige Eigenschaft vom fixen Wahn oder der Wahnidee. Für Hagen ist das Wesentliche der fixen Idee eher, dass es sich um „Zwangsgedanken“ handelt:

„Unter einer fixen Idee verstehe ich, im Unterschiede von fixem Wahn, oder von der Wahnidee (bei welcher die Falschheit der Idee, des auf die Erklärung der Verhältnisse angewendeten Gedankens, die Hauptsache ist), eine Idee, welche das Individuum anhaltend beherrscht, sich demselben immerfort aufdrängt, sie mag nun eine wahre sein oder nicht. Eine Melancholische denkt z. B. immer daran und jammert es den Anderen vor, dass sie nicht zum zweiten Male hätte heiraten sollen - worin sie ganz recht haben kann, während doch die Macht, welche dieser Gedanke auf ihre gesamte Gemüths- und Willensverfassung ausübt, krankhafter Natur ist. In der Regel nun ist allerdings dieses Zwangsdenken bei Geisteskranken auch von einem falschen Inhalt erfüllt, sein Product und Object sind Wahngedanken.“

Bei einer fixen Idee konzentrieren sich alle Gedanken auf ein Kernthema. Abgesehen davon denken die Betroffenen ansonsten logisch, so dass sie für vernünftig gehalten werden, wenn das kritische Gebiet nicht berührt wird.
Rainer Tölle bezeichnete fixe Idee und überwertige Idee 2008 als überholte Termini und verwendete stattdessen emotional überwertete Vorstellungen.
Zur Abgrenzung siehe auch Denkstörung, Abschnitt Inhaltliche Denkstörungen.

## Trivia
In der belgisch-französischen Comic-Serie Asterix gibt es das Hündchen Idefix, das (nach der Erscheinungsfolge des französischen Originals) erstmals in dem Heft Tour de France auftritt. Wie eine fixe Idee begleitet Idefix die Helden der Erzählung, wird aber erst ganz am Ende von Obelix wahrgenommen.